# ستانلي هوكر
ستانلي جورج هوكر (بالإنجليزية: Stanley Hooker)‏ (30 سبتمبر 1907 - 24 مايو 1984) هو مهندس محركات نفاثة وكان رفيق في الجمعية الملكية، عمل في بداياته في شركة رولز رويس المحدودة ثم لاحقاً في شركة طائرات بريستول.
ولد ستانلي جورج هوكر في شيرنس وتعلم في مدرسة بوردن جارمير.